# Neuropathie auditive
La neuropathie auditive est une atteinte de l'audition dans laquelle les cellules ciliées externes de la cochlée sont présentes et fonctionnelles, mais avec une mauvaise transmission de l'information auditive par le nerf auditif. La perception de la parole est donc détériorée, malgré des seuils auditifs relativement préservés sur l'audiogramme. L'audition périphérique peut être normale ou présenter une surdité allant jusqu'à un degré profond. L'intelligibilité de la parole est pire que ce à quoi on aurait pu s'attendre si la perte était d'origine cochléaire seulement.
Une neuropathie réfère généralement à un dysfonctionnement d'un ou plusieurs nerfs périphériques, mais le nerf auditif n'est pas toujours affecté dans le spectre de la neuropathie auditive. La perte auditive augmente le risque de présenter une neuropathie auditive. La prévalence dans la population est relativement inconnue. Les nouveau-nés présentant des facteurs de risque élevés de surdité ont une prévalence allant jusqu'à 40%. Les facteurs à haut risque sont: hypoxie, faible poids à la naissance, hyperbilirubinémie, jaunisse, naissance prématurée et traitements aux antibiotiques aminosides.

## Sites de lésion possibles
Selon les études cliniques avec des sujets atteints de la neuropathie auditive, l'atteinte responsable des difficultés d'écoute a été localisée à un ou plusieurs de ces emplacements: cellules ciliées internes de la cochlée, synapse entre les cellules ciliées internes et le nerf auditif, ou lésion du nerf auditif.

## Diagnostic de la neuropathie auditive
La neuropathie auditive peut être diagnostiquée par une batterie de tests incluant les émissions oto-acoustiques (EOA), les potentiels évoqués auditifs du tronc cérébral (PÉATC) et les réflexes stapédiens acoustiques (RSA). Les potentiels évoqués auditifs devraient être testés en polarité de condensation et de raréfaction pour aider à l'identification du microphonique cochléaire. Typiquement, les résultats observés incluent des EOA présentes, indiquant une bonne fonction des cellules ciliées externes, des PÉATC absents ou anormaux mais avec la présence du microphonique cochléaire, ainsi que des RSA absents. À ce jour, il a été démontré que ces patients n'ont jamais de réflexes acoustiques dans la normale à 95 dB HL ou moins malgré la présence d'émissions oto-acoustiques.
Les autres tests possibles incluent l'audiométrie tonale et vocale. Les patients souffrant de neuropathie auditive peuvent souvent avoir des seuils auditifs dans la normale mais avoir des difficultés de compréhension de la parole, surtout dans le bruit. Ainsi, la présentation clinique typique chez un adulte est celle d'un patient qui entend les sons de la parole, mais qui n'est pas capable de leur donner un sens et de comprendre ce qui est dit ou de suivre la conversation, ce qui est empiré dans les environnements plus bruyants. Cela peut grandement diminuer la qualité de vie de certains patients.
La neuropathie auditive peut survenir spontanément ou en association avec des maladies telles que la maladie de Charcot-Marie-Tooth ou encore l'ataxie de Friedreich . Elle peut être de cause congénitale ou acquise. La neuropathie auditive peut être due à des facteurs génétiques dans des schémas syndromiques, non syndromiques et mitochondriaux. Il est estimé qu’environ 40 % des cas de neuropathie auditive ont une cause génétique.
Il semble que quel que soit le profil audiométrique (seuils d'audition) ou leur fonction sur les tests de parole traditionnels dans le silence, la grande majorité des personnes affectées ont une très mauvaise perception auditive dans des situations avec du bruit de fond, plus marquée que ce qui serait observé chez la population générale.

## Fonction auditive résiduelle
Lors d’une évaluation audiologique standard, il n’y a pas d’indices qui indiquent la présence d’une neuropathie auditive.
Lorsqu'on diagnostique une neuropathie auditive chez un patient, il n'y a pas non plus de niveau de fonctionnement caractéristique. Les patients peuvent présenter relativement peu de dysfonctionnements, hormis des problèmes d'audition de la parole dans le bruit, ou être complètement sourds et ne tirer aucune information utile des signaux auditifs.
Des prothèses auditives sont parfois prescrites, avec un succès mitigé. Les systèmes FM combinés à des prothèses auditives ou à des implants cochléaires pourraient accroître le succès de ces dispositifs d'amplification. Certaines personnes atteintes de neuropathie auditive obtiennent des implants cochléaires, également avec un succès mitigé. Les chercheurs ont notamment conclu qu’une perte auditive liée à la neuropathie auditive aurait de nombreuses comorbidités, et serait une catégorie de perte  trop hétérogène pour que l'on puisse faire des déclarations définitives sur le pronostic,. Les patients présentent donc des caractéristiques et des besoins de prise en charge très variés.

## Dépistage auditif et dépistage par potentiels évoqués auditifs
Le dépistage universel des troubles auditifs chez le nouveau-né est obligatoire dans la majorité des États-Unis. Ces dépistages comprennent le test EOA  - émissions otoacoustiques, qui sont des sons générés par la cochlée et transmis par l'oreille moyenne au conduit auditif externe, où ils peuvent être enregistrés. Ce test permet d'évaluer la fonctionnalité de la cochlée, mais pas celle du nerf auditif. Un Potentiel évoqué auditif du tronc cérébral (PÉATC) est nécessaire pour vérifier que le son est bien transmis par le nerf au cerveau. Dans la plupart des régions d'Australie, le dépistage auditif par le test PÉATC est obligatoire, ce qui signifie que pratiquement tous les cas de neuropathie auditive congénitale (c'est-à-dire de naissance) devraient être diagnostiqués à la naissance.
Au Canada, le dépistage auditif (seulement les émissions oto-acoustiques) n'est pas obligatoire dans toutes ces provinces. Dans la province de Québec, le Programme québécois de dépistage de la surdité chez les nouveau-nés (PQDSN) est instaurer. Cependant, ce n'est pas tous les hôpitaux qui offre ce programme. Ce faisant, ce n'est pas tous les bébés qui passent automatiquement un dépistage auditif par émission oto-acoustiques (EOA). Le dépistage auditif, ne permet que de tester le fonctionnement de la cochlée et de ses cellules. Le dépistage auditif en lui seul, ne peut donc pas permettre le diagnostic d'une neuropathie auditive, mais est un test nécessaire parmi plusieurs au diagnostic de la neuropathie auditive.
La neuropathie auditive est parfois difficile à détecter immédiatement, même avec ces précautions. La suspicion parentale d'une neuropathie auditive est également un outil de dépistage si elle est suspectée, c'est une raison suffisante pour demander une évaluation de l'audition auprès d'un audiologiste.